# Martin Marietta
La Martin Marietta era una società statunitense fondata nel 1961 a seguito della fusione tra la Glenn L. Martin Company e la American-Marietta Corporation. Il risultato della fusione fu un'azienda di primo piano nel settore del cemento, della chimica, dell'elettronica e nell'industria aerospaziale.
Nel 1995 si fuse con la Lockheed Corporation dando vita alla Lockheed Martin.

## Storia
La Martin, con sede a Baltimora, fu un'azienda aerospaziale specializzata in missilistica (Titan) mentre l'American-Marietta, con sede a Chicago, produceva vernici, stampi, prodotti metallurgici, materiali da costruzione e altri beni.
Nel 1982, la Martin Marietta subisce la scalata ostile della Bendix Corporation, con a capo William Agee. La Bendix aveva comprato la maggioranza delle azioni ed era di fatto proprietaria dell'azienda.
Gli amministratori della Martin Marietta, tuttavia, utilizzarono il tempo necessario ai nuovi proprietari per cambiare il consiglio d'amministrazione al fine di vendere settori non fondamentali per le attività della società e contrastare la scalata ostile della Bendix (Pac-Man defense). Thomas G. Pownall, CEO di Martin Marietta, vinse e si ebbe la fine delle ostilità; Bendix fu comprata da Allied Corporation.

### Linea del tempo
- 1961: Martin Marietta fusione tra Glenn L. Martin Company e American-Marietta Corporation
- 1963: Martin Marietta inizia la costruzione della centrale nucleare MH-1A parte del programma Army Nuclear Power Program
- 1969: Martin Marietta progetta e costruisce la Mark IV monorail usata come Walt Disney World Monorail System tra il 1971 e il 1989
- 1971: Martin Marietta perde la causa discriminatoria Phillips v. Martin Marietta Corp.
- 1975: Acquisisce la britannica Hoskyns Group
- 1982: Bendix Corporation tenta la scalata, Martin Marietta sopravvive
- 1986: Vince il contratto per convertire il Titan II ICBM in un vettore spaziale.
- 1987: Electronics & Missiles Group nasce a Orlando (Florida)
- 1991: Electronics & Missiles Group si riorganizza in Electronics, Information & Missiles Group
- 1993: Acquisisce GE Aerospace per 3 miliardi di dollari, il Titan Martin Marietta lancerà i satelliti GE Aerospace
- 1993: Acquisizione di Sandia National Laboratories
- 1993: Acquisizione della divisione spazio della General Dynamics
- 1994: Martin Marietta completa la OPA del 19% delle quote di Martin Marietta Materials, quotate alla New York Stock Exchange come MLM
- 1995: Martin Marietta si fonde con Lockheed Corporation formando Lockheed Martin
- 1996: Lockheed Martin scorpora Martin Marietta Materials come azienda indipendente.

## Prodotti

### Velivoli
- Martin X-23 PRIME
  - Martin Marietta X-24A
  - Martin Marietta X-24B

### Missili e razzi
- AGM-12 Bullpup
- AGM-62 Walleye
- Titan (famiglia di razzi)
  - HGM-25A Titan I
  - LGM-25C Titan II
  - Titan IIIA
  - Titan IIIB
  - Titan IIIC
  - Commercial Titan III
  - Titan IIID
  - Titan IIIE
  - Titan IV
  - Titan 23G
  - Titan 34D
- MGM-31 Pershing
- MGM-51 Shillelagh
- MGM-118 Peacekeeper
- MGM-134 Midgetman
- FGM-148 Javelin
- AGR-14 ZAP
- ASALM
- Sprint (missile)

### Unmanned Aerial Vehicle
- Martin Marietta Model 845
- AQM-127 SLAT